# Xuân Giang, Tuyên Quang
Xuân Giang là một xã thuộc tỉnh Tuyên Quang, Việt Nam.

## Địa lý
Xã Xuân Giang cách thị trấn Yên Bình 14 km, cách thành phố Hà Giang 80 km về phía bắc, có vị trí địa lý:
- Phía đông giáp xã Tiên Yên
- Phía tây giáp xã Nà Khương và xã Bằng Lang
- Phía nam giáp tỉnh Yên Bái
- Phía bắc giáp xã Yên Hà.

Xã Xuân Giang có diện tích 55,86 km², dân số năm 2019 là 5.022 người, mật độ dân số đạt 90 người/km².

### Dân cư
Xã Xuân Giang có 97% là dân tộc Tày và đều mang họ Hoàng. Còn lại là dân tộc Kinh từ miền xuôi lên làm kinh tế. Dân cư trong xã sống tập trung thành các thôn: Chang, Trung, Chì, Mới, Tịnh, Kiêu, Then, Quyền, Bản Tát.

## Lịch sử
Trước đây, Xuân Giang là một xã thuộc huyện Bắc Quang.
Ngày 29 tháng 8 năm 1994, Chính phủ ban hành Nghị định số 112/1994/NĐ-CP thành lập xã Xuân Giang từ một phần của các xã Bằng Lang, Nà Khương, Yên Hà, Tiên Yên.
Ngày 1 tháng 12 năm 2003, Chính phủ ban hành Nghị định 146/2003/NĐ-CP về việc thành lập huyện Quang Bình trên cơ sở điều chỉnh toàn bộ xã Xuân Giang của huyện Bắc Quang về huyện Quang Bình quản lý.
Ngày 21 tháng 12 năm 2022, Chủ tịch UBND tỉnh Hà Giang ban hành Quyết định số 2372/QĐ-UBND về việc công nhận xã Xuân Giang là đô thị loại V.

## Kinh tế - xã hội
Xã Xuân Giang như một lòng chảo nên rất thuận lợi cho nghề nông lâm nghiệp. Do thành tích trong kinh tế xã hội, năm 2011, nhân dân xã đã được Chủ tịch Nước Cộng hòa Xã hội chủ nghĩa Việt Nam trao tặng Huân chương Lao động hạng III.
Xã Xuân Giang còn có Thủy điện Ma Chì tại Thôn Quyền. Đây cũng là nơi cung cấp nước sạch cho toàn bộ người dân trong xã.

### Giáo dục - y tế
- Trường THPT Xuân Giang
- Trường THCS Xuân Giang
- Trường TH Xuân Giang
- Phòng khám bệnh Đa Khoa.

### Ẩm thực
Ẩm thực ở Xuân Giang có nhiều món ăn truyền thống của người Tày như cơm lam, rêu đá, măng trúc, măng mai, thịt trâu, thịt lợn hun khói. Đặc biệt Xuân Giang nổi tiếng bởi rượu ngô Xuân Giang thơm ngon khắp vùng.
Trong các món ẩm thực ở Xuân Giang thì không thể không nói đến món rêu đá. Muốn làm món ăn này, trước tiên người ta phải xuống suối nhặt rêu ở những nơi có nước sạch (không phải mùa nào cũng có rêu, con suối nào cũng có rêu), sau khi nhặt được rêu người ta sẽ chọn những hạt sỏi, lá cây bám trên rêu, tiếp theo là đập rêu trên một cái thớt hoặc một cái khay nào đó. Khi đã đập kĩ càng thì bỏ rêu vào rổ mang ra chỗ nước sạch để giũ bỏ những yếu tố bẩn còn sót lại. Nếu vẫn không thấy sạch thì có thể đập lại lần nữa. Sau khi đập xong, vắt khô, bỏ vào nồi và dùng dao kéo cắt nhỏ, cho gia vị, rau thơm như húng chó, rau răm, xả,... Sau khi gia vị vừa đủ có thể xào hoặc gói lại nướng cho đến khi khô nước thì rêu chín.

## Giao thông
Xã có hệ thống giao thông được bê tông hóa thông suốt.